# 野蠻師姐
野蠻師姐（韩语：／ Yeojachingureul Sogaehamnida）是一部2004年上映的韓國愛情電影，由郭在容執導，全智賢和張赫主演，2004年6月3日於韓國播出。

## 劇情簡介
呂童珍（全智賢飾）是一個性格刁蛮刚烈、嫉恶如仇的女警官，在一次行動中，誤抓捕了見義勇為，協助抓捕罪犯的高明宇（張赫飾），她將高帶回審問。在多次審問下，最終證實高無辜。後來，高明宇被學校派去紅燈區輔導問題學生，警方則派呂童珍去保護她。高明宇被呂童珍用手銬銬在一起。後來，呂童珍捲入一次俄羅斯黑手黨與韓國黑幫的爭鬥中，高明宇單槍匹馬地打敗了對手，二人的感情也慢慢升溫……

## 演員表
- 全智賢飾 警官呂童珍
- 張赫飾 高明宇
- 金正泰飾金英浩
- 金秀路飾 劫持者
- 李己雨飾 王子
- 林藝真飾 派出所女警察
- 金昌完飾警察分局局長
- 鄭浩彬飾 罪犯申昌洙
- 鄭大勳飾 離家出走的男孩 1
- 全在亨飾 離家出走的男孩2
- 吳正世飾 趙下士 / 王子
- 全聖愛飾 副警長
- 金素妍飾 女學生
- 吳基洪飾 黑幫
- 永順飾 老太婆
- 金光圭飾 臥底警察/王子3
- 李相勳飾 閔警探
- 徐東元飾 文浩
- 金振洙飾 高中生
- 敏英飾 人質
- 李正勳飾 醫生
- 金鐘民
- 車太賢 飾演站台上的男人（客串）

## 票房
- 中國香港

在香港創下了62萬港元的首映票房，創下了韓國電影的最高票房紀錄。該片在香港上映第11天就賺得658萬港元，超越《惡靈之王》成為香港有史以來第三大票房的韓國電影。
- 泰國

在泰國，它於2004年9月上映，上映首周就登上了票房榜首。
- 日本

2004年12月11日在日本上映。上映確定在310塊銀幕上上映，創下韓國電影史上上映銀幕最多的記錄。它在上映的第一個週末就獲得了23億韓元的票房，創下了韓國電影史上最高的開場成績。票房方面，它在發布的第三週突破了100億韓元。雖然沒有排名第一，但它在日本的收入超過了18億日元（182億韓元），創下了上映韓國電影中最高票房紀錄，並長期躋身前10名。

## 另外
在《我的野蠻女友》的開頭，她為男友去世（儘管從未透露原因）而悲痛欲絕，而後遇到車太賢飾演的牽牛，而在《野蠻師姐》中，她的男友（明宇）因追捕申昌洙而死。這解釋了為什麼呂童珍在火車月台上被新伴侶（車太鉉飾演，我的野蠻女友男主角）拯救的最後一幕與《我的野蠻女友》的開頭非常相似。不少觀眾認為此處證明了郭在容的兩部電影之間的聯繫，認為《野蠻師姐》是《我的野蠻女友》的前傳，並將《野蠻師姐》稱為《我的野蠻女友2》。

## 外部連接
- 豆瓣上關於《野蠻師姐》的介紹
- 香港電影評論學會上關於《野蠻師姐》的介紹